# یاکوب کاداک
یاکوب کاداک (انگلیسی: Jakub Kadák؛ زادهٔ ۱۴ دسامبر ۲۰۰۰) بازیکن فوتبال است.
از باشگاه‌هایی که در آن بازی کرده‌است می‌توان به باشگاه ورزشی آ اس ترنچین اشاره کرد.
وی همچنین در تیم‌های ملی فوتبال زیر ۱۷ سال اسلواکی، زیر ۲۱ سال اسلواکی و اسلواکی بازی کرده‌است.